# Callimedusa baltea
Espèce
Synonymes
- Phyllomedusa baltea Duellman & Toft, 1979

Statut de conservation UICN

 EN B1ab(iii)+2ab(iii) : En danger
Callimedusa baltea est une espèce d'amphibiens de la famille des Phyllomedusidae.

## Répartition
Cette espèce est endémique de la région de Huánuco au Pérou. Elle se rencontre dans la province de Pachitea vers 1 280 m d'altitude sur le versant Ouest de la serranía de Sira.

## Publication originale
- Duellman & Toft, 1979 : Anurans from Serranía de Sira, Amazonian Perú: Taxonomy and Biogeography. Herpetologica, vol. 35, no 1, p. 60-70.